# Monstruo de Flatwoods

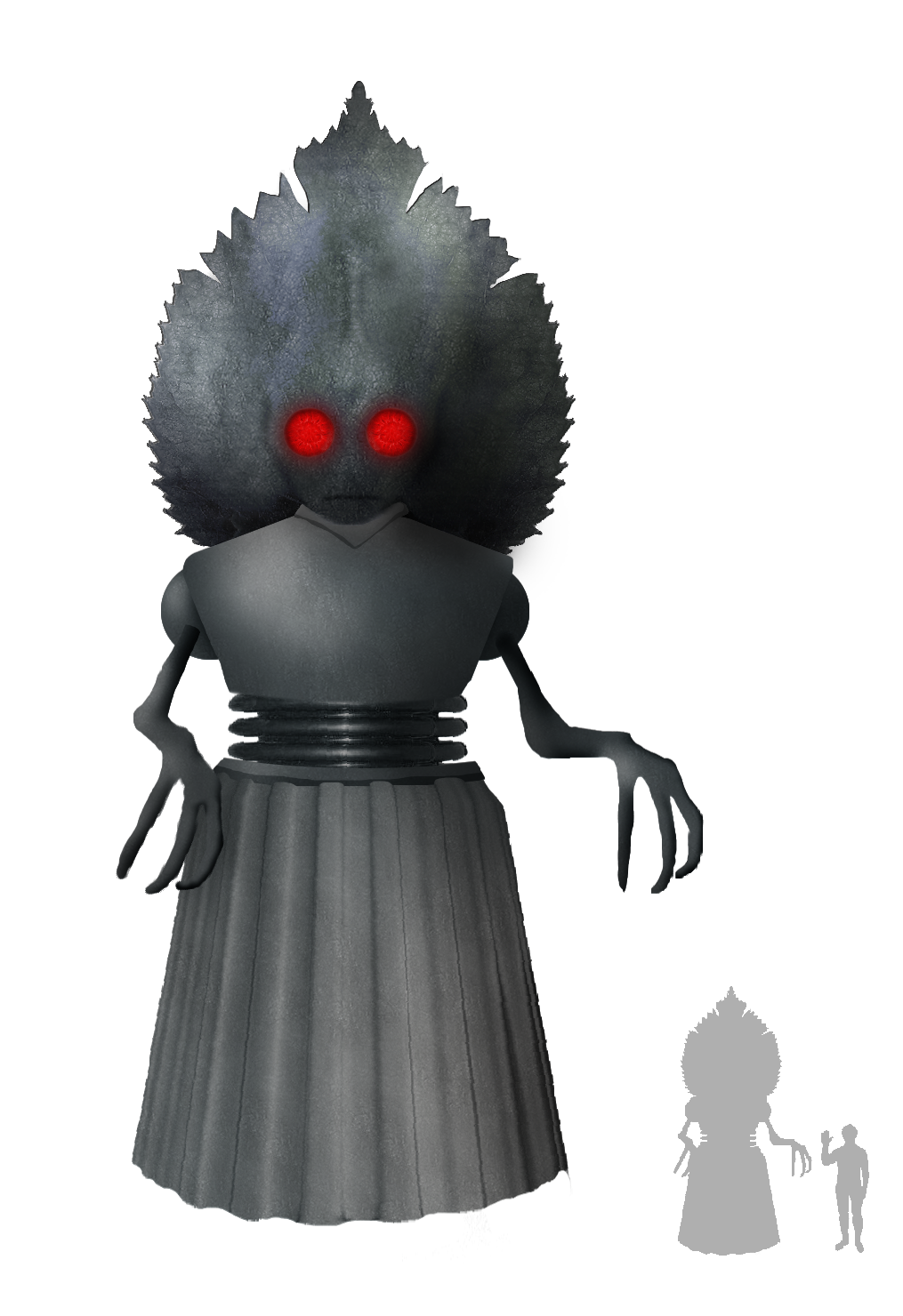
Impresión artística del Monstruo de Flatwoods.

El monstruo de Flatwoods (también conocido como el Monstruo del Condado de Braxton o el Fantasma de Flatwoods) en el folclore de Virginia Occidental, es una entidad que se informó que fue avistada en la ciudad de Flatwoods en el Condado de Braxton, Virginia Occidental, Estados Unidos, el 12 de septiembre de 1952. Siguiendo la aparición de un objeto brillante que cruza el cielo nocturno. Casi cincuenta años después, los investigadores concluyeron que la luz era un meteoro y que la criatura era una lechuza común encaramada en un árbol, con sombras que la hacían parecer un gran humanoide.[cita requerida]

## Historia
A las 7:15 p. m. el 12 de septiembre de 1952, dos hermanos, Edward y Fred May, y su amigo Tommy Hyer dijeron que vieron un objeto brillante cruzar el cielo y aterrizar en la propiedad del granjero local G. Bailey Fisher. Los niños fueron a la casa de Kathleen May, donde contaron su historia. May, acompañada por los tres niños, los niños locales Neil Nunley y Ronnie Shaver, y el Guardia Nacional de Virginia Occidental Eugene Lemon, fue a la granja Fisher en un esfuerzo por localizar lo que sea que los niños dijeron haber visto. El grupo llegó a la cima de una colina, donde Nunley dijo que vieron una luz roja intermitente. Lemon dijo que apuntó con una linterna en esa dirección y por un momento vio una "figura alta con aspecto de hombre con una cara roja y redonda rodeada por una forma puntiaguda con forma de capucha".
Las descripciones variaron. En un artículo para la Revista Fate basado en sus entrevistas grabadas, el escritor de ovnis Gray Barker describió la figura como de aproximadamente 3 m de altura, con una cara redonda de color rojo sangre, una gran "forma de capucha" puntiaguda alrededor del cara, formas parecidas a ojos que emitían una luz naranja verdosa y un cuerpo negro oscuro o verde. Kathleen May describió la figura como "manos pequeñas en forma de garra", pliegues en forma de ropa, y "una cabeza que se parecía al as de espadas". Según la historia, cuando la figura hizo un silbido y "se deslizó hacia el grupo", Lemon gritó y dejó caer su linterna, lo que provocó que el grupo huyera.
El grupo dijo que habían olido una "niebla picante" y algunos dijeron más tarde que tenían náuseas. El alguacil local y un oficial habían estado investigando informes de un avión estrellado en el área. Registraron el sitio del monstruo denunciado, pero "no vieron, oyeron ni olieron nada". Según el relato de Barker, al día siguiente, A. Lee Stewart, Jr. del Braxton Democrat afirmó haber descubierto "marcas de deslizamiento" en el campo y un "depósito extraño y gomoso" que posteriormente fueron atribuidos por grupos de entusiastas como evidencia de un aterrizaje de "platillo".
Según el exdirector de noticias Holt Byrne, "las noticias de los periódicos se difundieron por todo el país, las transmisiones de radio se transmitieron en grandes redes y se recibieron cientos de llamadas telefónicas de todas partes del país". Los servicios de prensa nacionales calificaron la historia como "#11 del año". Un ministro de Brooklyn vino a interrogar a la familia May. Un periódico de Pittsburgh envió a un reportero especial. Escritores de ovnis y forteanos como Gray Barker e Ivan T. Sanderson llegaron para investigar.

## Explicaciones convencionales

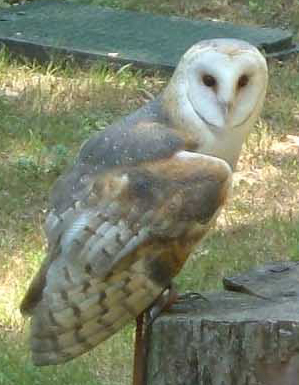
Una lechuza de granero; con sus "manos como garras" y su rostro "como as de picas", pudo haber sido la mencionada criatura.

Después de examinar el caso, Joe Nickell del grupo de investigación paranormal CSICOP (Committee for the Scientific Investigation of Claims of the Paranormal) concluyó que la luz brillante en el cielo reportada por los testigos el 12 de septiembre fue muy probablemente un meteoro, y que la luz roja palpitante fue probablemente una señalización aérea de peligro, y que la criatura descrita por los testigos se parecía bastante a una lechuza. Las dos últimas cosas fueron muy probablemente confundidas por el elevado estado de ansiedad sentida por los testigos después de haber observado lo anterior. Las conclusiones de Nickell son compartidas por varios otros investigadores, inclusive por la Fuerza aérea. El Hombre polilla ha sido explicado también de esta forma.
La noche del 12 de septiembre se avistó un meteoro que había sido observado a través de tres estados, Maryland, Pensilvania y Virginia Occidental, y había sido erróneamente reportado como un avión estrellado al lado de una colina en Elk River; aproximadamente 11 millas al suroeste de la ubicación del avistamiento de Flatwoods. Tres destellos de señalización aérea rojos fueron también visibles en área de los avistamientos, justificando posiblemente la luz roja palpitante vista por los testigos, y el tinte rojo de la cara de la criatura.
La forma, el movimiento, y los sonidos informados por testigos fueron también coherentes con la silueta, con la pauta de vuelo, y con el sonido de una lechuza asustada encaramada en una rama; llevando a los investigadores a concluir que el follaje debajo del búho puede haber creado la ilusión de las porciones bajas de la criatura (descrita como una falda verde plisada). Los investigadores concluyeron también que la incapacidad de los testigos para convenir en si la criatura tenía brazos, combinado con el informe de Kathleen May que aquello tenía "pequeñas manos, como garras" que "extendió frente a él" emparejó también la descripción de una lechuza con sus garras agarradas a una rama del árbol.
Hubo explicaciones alternativas incluidas posteriormente por los medios locales; de que el grupo del 12 de septiembre había presenciado el impacto de un meteoro que tuvo como resultado una nube de vapor hecha por el hombre, y de que Kathleen May y sus hijos (recordada algún tiempo después del incidente) habían visto alguna clase de avión secreto de gobierno.

## El llamado caso de la "Bruja de Monterrey", y su supuesta relación con el Monstruo de Flatwoods
En enero de 2004 tuvo gran difusión en los medios de comunicación locales y nacionales un supuesto acontecimiento extraño ocurrido en la localidad mexicana de Guadalupe, en el estado de Nuevo León, que el periodista y ufólogo Jaime Maussan, trata de relacionar con el caso de Flatwoods. Jaime Maussan, quien relacionó la descripción de la bruja de Samaniego con la apariencia del monstruo de Flatwoods, le mostró imágenes del monstruo al policía Samaniego, a las cuales él dijo que eran muy parecidas o iguales a lo que había visto.
El viernes 16 de enero de 2004 a las 3:15 A.M., el policía de nombre Leonardo Samaniego del municipio de Guadalupe en Nuevo Leon, México, dice haber tenido un supuesto encuentro con una extraña entidad que él identificó en un principio como una bruja. El oficial dijo que al estar dando "un rondín" de vigilancia por la Colonia Valles de la Silla del ya mencionado municipio, dio la vuelta a bordo de su patrulla en la calle Álamo. Se dice que habría advertido inmediatamente algo muy inusual, un objeto grande y negro cayó de un árbol al lado de la calle pero se detuvo poco antes de tocar el suelo y entonces levitó lentamente y se giró para encarar la patrulla. En ese momento, el oficial Samaniego supo que algo estaba mal. Así que él prendió las luces largas de su vehículo para tratar de ver lo que era ese objeto negro que cayó del árbol, entonces vio que se trataba de una mujer vestida de negro, que trataba de cubrir su rostro de la luz, como si le molestara. Menciona además que tenía unos enormes ojos totalmente negros sin párpados y su piel era café oscuro, también tenía una capa como de bruja. Luego de esto, la "bruja" acometió "flotando" muy rápido contra el parabrisas de la patrulla, sacudiéndola violentamente y donde pudo notar aún mejor la cara de la criatura. Aterrado, Samaniego intentó huir poniendo la reversa de la patrulla y pisando el acelerador a fondo, mientras gritaba de horror y trataba de pedir ayuda por la radio frecuencia, y mientras la unidad daba reversa a toda velocidad la criatura rasguñaba el vidrio del parabrisas como tratando de agarrar al oficial. Al llegar al final de la calle la patrulla chocó, entonces el oficial dice haberse desmayado.
Después de unos minutos llegaron al lugar un par de patrullas y una ambulancia, encontrando inconsciente al oficial Samaniego. Después de varios minutos más, él recobró el conocimiento y fue asistido por los paramédicos en la ambulancia. Una unidad de cámaras de Televisión arribó en una de las patrullas y fue la que tuvo la primera entrevista con el oficial pocos minutos después de que el recuperara la calma, durante el interrogatorio por parte de sus colegas, todo esto en el mismo lugar de los acontecimientos.
Posteriormente la ambulancia llevó al oficial al Hospital Universitario para una evaluación médica. Allí se le realizaron pruebas toxicológicas y psicológicas dando todas resultados negativos. Además del coordinador de la policía de Guadalupe Jesús García Krestsh, el mismo Secretario de la Seguridad Pública del municipio, el Sr. Hamlet Castilla García, informó que realizaron varias pruebas de droga así como otros exámenes le fueron realizados al oficial Leonardo Samaniego para verificar si había alguna sustancia tóxica en su cuerpo como alcohol o cualquier otra clase de droga y todas las pruebas fueron negativas.
También, el Dr. Edelmiro Pérez Rodríguez que era coordinador de servicios médicos en el Hospital Universitario informó que después de varios exámenes psiquiátricos y psicológicos encontraran al oficial Leonardo Samaniego mentalmente y físicamente sano. Incluso el entonces alcalde de Guadalupe el Sr. Juan Francisco Rivera, declaró al día siguiente que el oficial Samaniego era un buen elemento y no había razón alguna para pensar que él habría inventado tal historia.
Varios canales de televisión locales tomaron muy en serio la nota y le dieron amplio seguimiento en los días subsecuente al incidente, la respuesta de la gente fue grande y centenares de casos semejantes llegaron a las estaciones de televisión.
El mismo el viernes 16 de enero, las unidades especiales de vigilancia fueron estacionadas en donde el incidente sucedió y las calles que la rodean como un operativo para proteger a los vecinos en caso de un nuevo eventual ataque. Al mismo tiempo, una investigación fue iniciada por la Corporación de Seguridad Pública de Guadalupe.
El policía Leonardo Samaniego se quedó aislado recibiendo su tratamiento por los siguientes dos días y cuando fue entrevistado otra vez en la televisión, mantuvo su historia en cada detalle.
Similarmente, se indica que otro policía del municipio de Santa Catarina, en la misma área metropolitana de Monterrey, el Sr. Jorge Contreras, declaró que él y dos policías más de la Policía Regia supuestamente también vieron la misma criatura que el oficial Samaniego, pero tres días antes. Ellos indican que la vieron volando y decidieron no decir nada, pero al enterarse del caso de Samaniego decidieron hablar. Otro caso fue el de Norma Alicia Herrera de la Colonia La Playa, ella declaró en una entrevista a la televisión que ella y su hermano vieron también la criatura durante el día y que parecía muy rara. Ella dijo que su hermano fue tan aturdido por esto que estuvo enfermo por casi una semana después del avistamiento. Un vecino de ese sector grabó también en vídeo, varios días antes, un extraño humanoide volador y dio el video a una estación de televisión. La filmación fue liberada el mismo día durante los noticiarios en varios canales causando aún más tumulto entre las personas. La historia fue liberada también por periódicos locales serios como El Norte o Milenio.

## El Monstruo de Flatwoods en la cultura popular
- En el pueblo de Flatwoods hay un festival anual llamado el Día del Monstruo, que se lleva a cabo a la salida del bosque.
- El Monstruo es conocido también como el "Monstruo Verde". En Flatwoods hay una señal en la carretera que dice "bienvenidos a Flatwoods, el Hogar del Monstruo Verde" ("Welcome to Flatwoods, Home of the Green Monster").
- En el videojuego de NES Amagon, el jefe final está basado en el Monstruo de Flatwoods.
- El Monstruo de Flatwoods apareció también como segundo jefe en el juego de Sega Genesis Space Harrier II.
- En el juego de arcade "Tumble Pop", el penúltimo jefe es el monstruo de Flatwoods.
- En el videojuego de Nintendo 64 The Legend of Zelda: Majora's Mask, los enemigos llamados "Ellos" parecen estar basados en el Monstruo de Flatwoods.
- En el episodio 4 de la serie de anime Mahō Sensei Negima!, el Monstruo de Flatwoods aparece por un breve momento.
- En algunos episodios del anime de Keroro Gunsō aparecen dos alienígenas de la televisión galáctica, uno de los cuales es una parodia al monstruo de Flatwoods.
- En el videojuego Fallout 76,el monstruo de Flatwoods se encuentra presente en el juego como enemigo. También en el mismo juego, se pueden encontrar cintas que cuentan una historia claramente implicada en el monstruo de Flatwoods.
- En el episodio 2 de la serie anime Dandadan, el dúo protagonista se enfrenta contra la versión japonesa del monstruo de Flatwoods, durante la confrontación, el personaje Okarun, menciona a Flatwoods como el lugar en el que fue vista la criatura por primera vez, Okarun también menciona que en Japón el monstruo fue visto en la Prefectura de Yamanashi y que se le conoce como "El extraterrestre de 3 metros".